# لياقت علي خان
لياقت علي خان (1313 - 1371 ه‍ / أكتوبر 1895 - 16 أكتوبر 1951 م) هو زعيم سياسي باكستاني.
دائماً ما يشار إلى لياقت كواحد من المؤسسين لدولة باكستان الحديثة. هو رجل دولة، محامي ومنظر سياسي. شغل لياقت منصب أول رئيس وزراء لباكستان، بالإضافة لكونه أول من يشغل منصب وزير الدفاع ووزير المالية في الهند. كما شغل أيضاً منصب وزير شؤون الكومنولث وكشمير من عام 1940 إلى أن تم اغتياله في عام 1951.
ولد لياقت وترعرع في مدينة كارنال، شرق البنجاب. تلقى تعليمه في جامعة عليكرة في الهند. ثم انتقل للدراسة في جامعة أكسفورد في المملكة المتحدة. لقد كان لياقت علي منظراً سياسياً ديمقراطياً إسلامياً، قام بدور بارز في الدعاية للبرلمانية في الهند. قام أيضاً بدفع حركة استقلال باكستان عن الهند بينما كان يشغل منصب أول وزير مالية من قبل الحكومة البريطانية في الهند وذلك في عام 1947م. قام لياقت علي خان بمساعدة محمد علي جناح في حملته التي طالبت بإنشاء دولة مستقلة للهنود المسلمين.
خدم لياقت علي في منصب أول رئيس وزراء لدولة باكستان. كانت سياسته الخارجية منحازة للولايات المتحدة والغرب على الرغم من أن سياسته الخارجية كانت توصف بأنها عضوة في منضمة حركة عدم الانحياز. واجه خلال فترة تواجده في الرئاسة العديد من حركات الاضطرابات الداخلية كما نجت حكومته من محاولة انقلاب دبرتها حركات يسارية وشيوعية. على الرغم من ذلك، نمت شعبيته ونفوذه بعد وفات محمد علي جناح. في عام 1951م، وفي أثناء اجتماع سياسي حاشد في مدينة راولبندي، تم اغتيال علي خان من قبل قاتل مأجور اسمه سعد أكبر بابراك.
يعتبر لياقت علي خان أطول من لبث في منصب رئيس الوزراء في باكستان، حيث قضى 1524 يوماً في السلطة، وهو رقم قياسي ضل صامداً طوال 63 عاماً حتى يومنا هذا.

## نشأته

### الخلفية الأسرية وتعلميه
وُلد لياقت علي خان في 1 أكتوبر عام 1895 لأسرة أرستقراطية نوشيروانية مسلمة من عشيرة زطية محلية في كارنال، مقاطعة البنجاب، الهند البريطانية، وهي الآن ولاية هاريانا الهندية. توصف أصول عائلته بأنها بنجابية، إلا أن أسرته تبنّت اللغة الأردية، وكانت الأردية لغته الأم.
حاز والده، نواب رستم علي خان، على ألقاب ركن الدولة وشامشير يانغ ونواب باهادور من قبل السكان المحليين والحكومة البريطانية التي كانت تكنّ احترامًا كبيرًا لأسرته. كانت أسرة علي خان واحدةً من الأُسر القليلة المالكة للأراضي، إذ امتدت ملكياتها (300 قرية بالمجمل من بينها جاغير 60 قرية في كارنال) على كل من بنجاب الشرقية ومظفرنغر أتر برديش. دُفن والداه، نواب رستم علي خان ومحمودة بيغوم، في المجمّع الأميري للعائلة الواقع خارج كارنال، هاريانا، الهند. كان موقع الإقامة الشخصية السابق للياقت علي خان في جانساث تيهسيل في مظفرنغر، أتر برديش، على بعد نحو 80 كيلومترًا من ممتلكات أسلافه، وتدرس الآن حكومة أتر برديش افتتاحه بصفته مقصًاد سياحيًا. تدين الأسرة بتفوقها لدعم قدّمه في الوقت المناسب جدُّ لياقت، نواب أحمد علي خان من كارنال، للجيش البريطاني خلال تمرد عام 1857 (المصدر: كتاب ليبيل غريفين رؤساء بنجاب الجزء الأول). رتبت والدة لياقت علي خان، محمودة بيغوم، دروسه في القرآن والأحاديث في المنزل قبل بداية تعليمه الرسمي. امتلكت أسرته صلاتٍ قوية مع الحكومة البريطانية.
كانت أسرته تكنّ احترامًا عميقًا للمفكر والفيلسوف الهندي المسلم سيد أحمد خان، وكان لدى والده رغبة في نيل لياقت علي خان الصغير تعليمه في النظام التعليمي البريطاني، لذلك، أرسلت عائلة علي خان ابنها إلى جامعة عليكرة الإسلامية الشهيرة (إيه إم يو) حيث نال شهادات في القانون والعلوم السياسية.
في عام 1913، التحق علي خان بالجامعة المحمدية الأنجلوشرقية (الآن جامعة عليكرة الإسلامية)، وتخرّج فيها بدرجة بكالوريوس في العلوم السياسية والقانون عام 1918، وفي عام 1918 أيضًا تزوج بابنة عمه، جيهانغيرا بيغوم. بعد وفاة والده في عام 1919، ذهب علي خان إلى إنجلترا، مع حصوله على منح دراسية من الحكومة البريطانية، والتحق بكلية إكستر في جامعة أكسفورد لإتمام دراساته العليا. في عام 1921، نال علي خان درجة الماجستير في القانون والعدالة في الكلية التي منحته أيضًا الميدالية البرونزية. بينما كان طالبًا في أوكسفورد، شارك علي خان على نحو فعال في اتحادات طلابية وانتُخب أمين صندوق فخري في تجمّع مجلس، وهو اتحاد طلابي أسَّسه الطلاب المسلمون الهنود لدعم حقوق الطلاب الهنود في الجامعة. بعد ذلك، دُعي علي خان للانضمام إلى محفل إينر، وهو واحد من النُزُل في لندن. دُعي إلى نقابة المحامين في عام 1922 من قبل واحد من أساتذة القانون الإنجليز، وبدأ ممارسة القانون محاميًا. 

## نشاطه السياسي في الهند البريطانية
عاد علي خان إلى الهند بلده الأم في عام 1923، وانخرط في السياسة الوطنية، مصممًا على اجتثاث ما رآه ظلمًا ومعاملةً سيئة للهنود المسلمين في ظل الحكومة الهندية البريطانية والحكومة البريطانية. ركزت فلسفته السياسية بقوة على هند مقسَّمة، مؤمنًا في البداية بصورة تدريجية بقومية هندية. تقرّبت قيادة المؤتمر الوطني الهندي من علي خان بغية أن يصبح جزءًا من الحزب، إلا أن آراء علي خان وطموحاته السياسية تغيرت تدريجيًا بعد اجتماعه بجواهر لال نهرو. بناء على ذلك، رفض علي خان الانضمام، وأعلَم حزب المؤتمر الوطني بقراره، وعوضًا عن ذلك، انضم في عام 1923 إلى الرابطة الإسلامية التي كانت تحت قيادة محام آخر هو محمد علي جناح.

## روابط خارجية
- لياقت علي خان على موقع الموسوعة البريطانية (الإنجليزية)
- لياقت علي خان على موقع مونزينجر (الألمانية)